# Lepithrix cederbergensis
Lepithrix cederbergensis är en skalbaggsart som beskrevs av Dombrow 2005. Lepithrix cederbergensis ingår i släktet Lepithrix och familjen Melolonthidae. Inga underarter finns listade i Catalogue of Life.